# Martin PBM Mariner

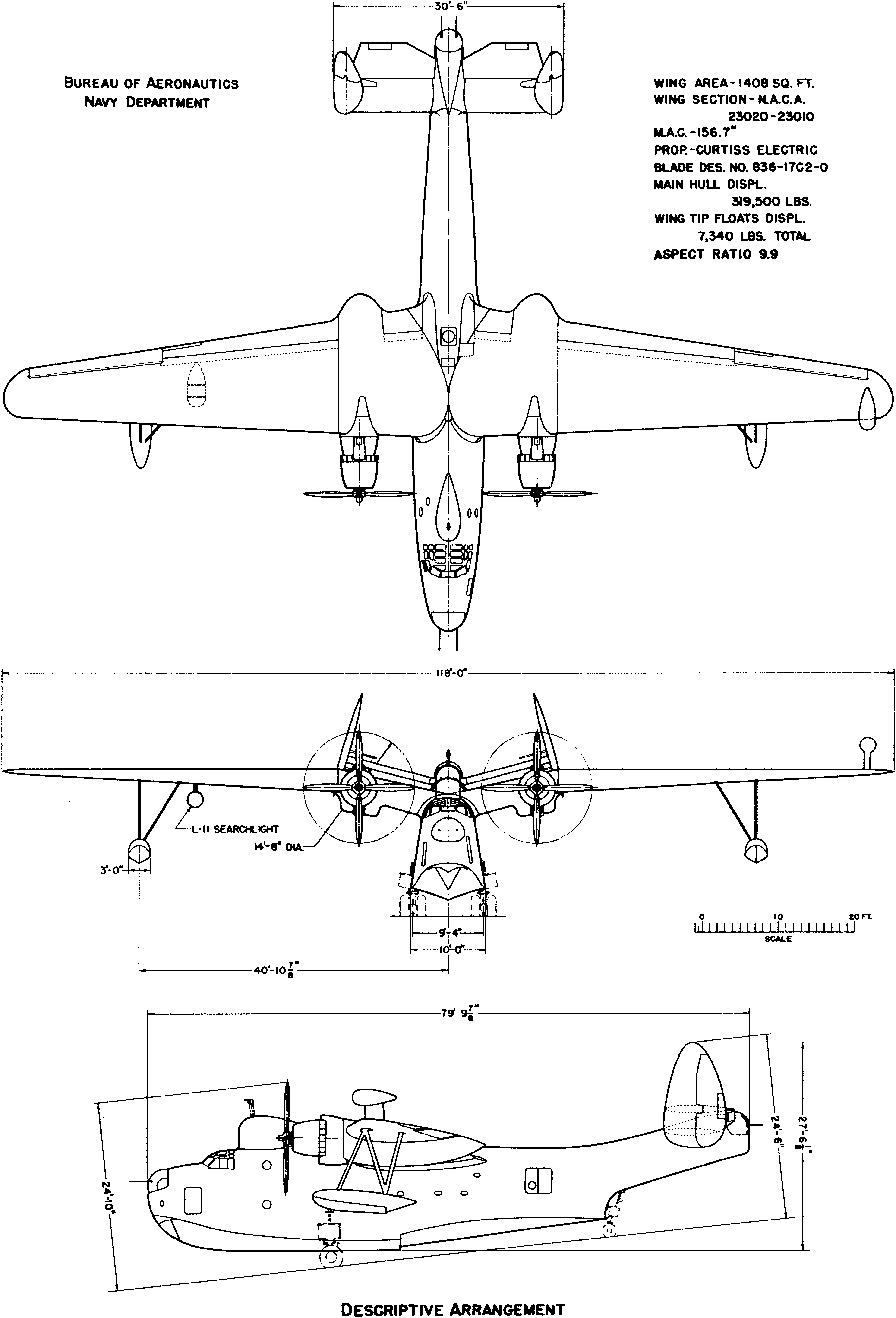
Tekening Martin PBM-S5 Mariner

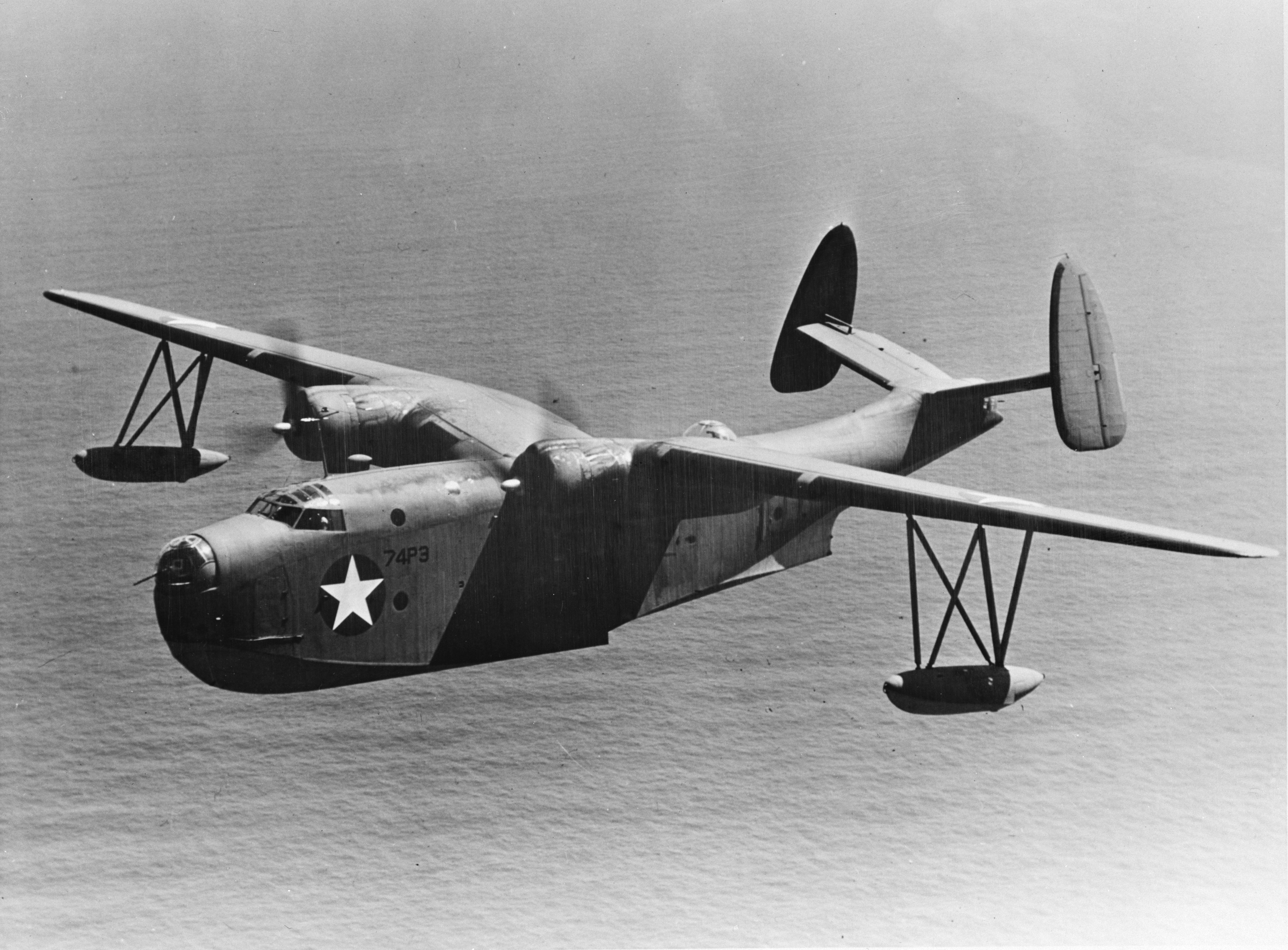
PBM-3 Mariner (1942)

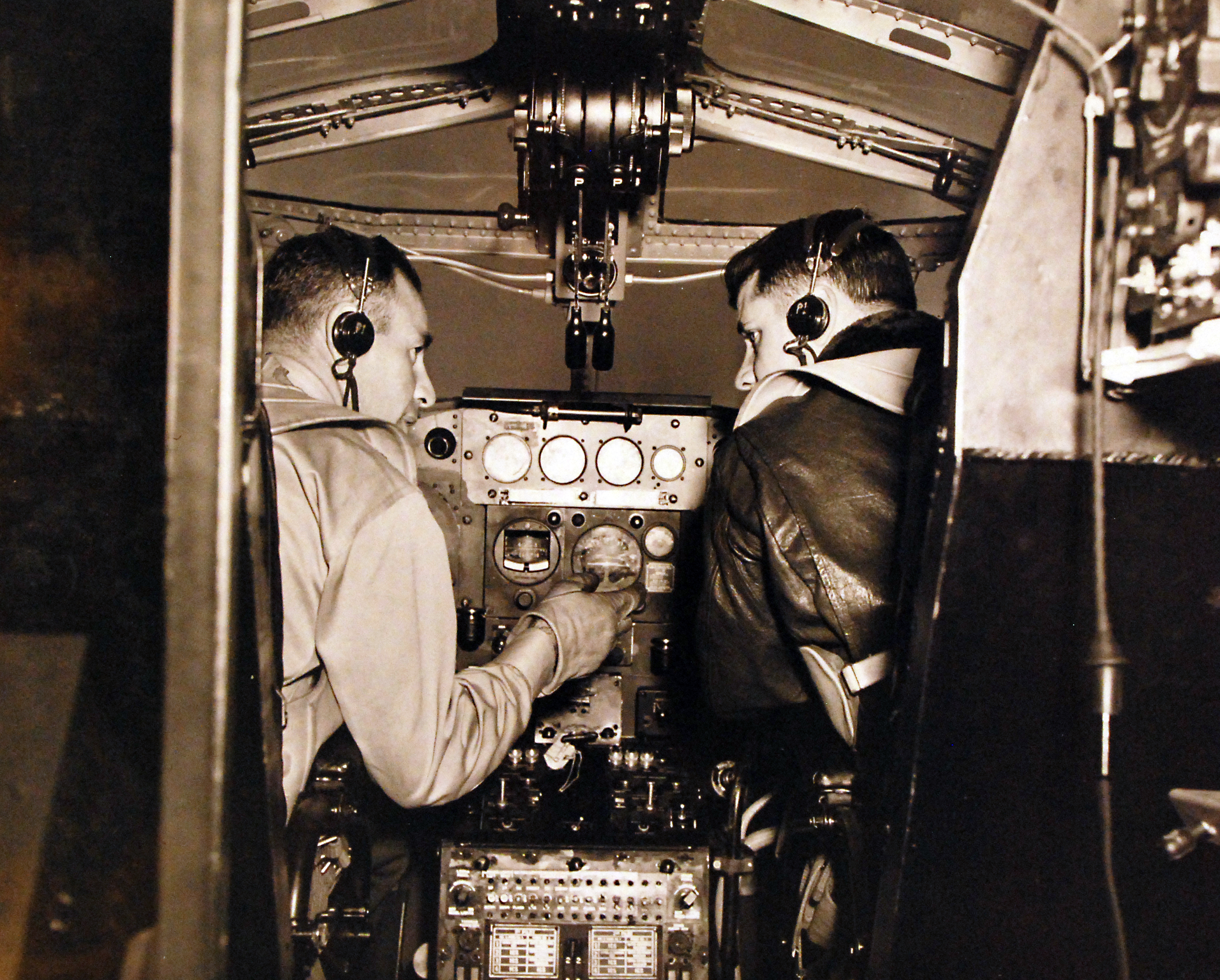
Zicht op de cockpit

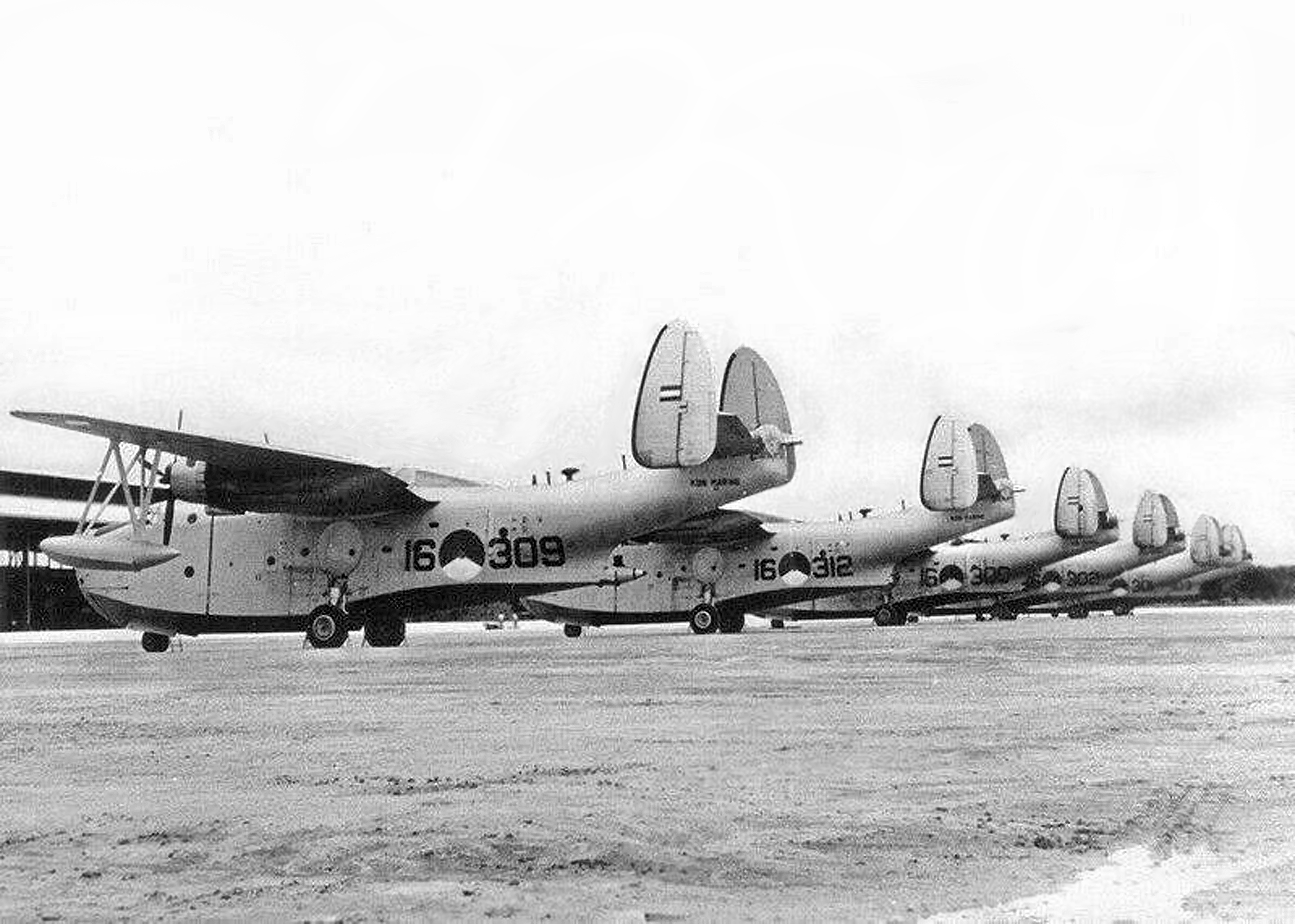
Martin Mariners van de MLD

De Martin PBM Mariner is een grote, tweemotorige vliegboot. Het is geschikt om grote afstanden af te leggen en werd gebruikt als patrouillevliegtuig en bommenwerper en voor reddingsacties. Het is een ontwerp van de Amerikaanse Glenn L. Martin Company voor de Amerikaanse marine tijdens de Tweede Wereldoorlog. Het was een aanvulling op de Consolidated PBY Catalina en de Consolidated PB2Y Coronado. Er zijn in totaal 1366 PBM's gebouwd in diverse versies tussen 1938 en 1949.

## Ontwikkeling
In 1937 ontwierp de Glenn L. Martin Company een opvolger van de Martin P3M. Deze laatste vliegboot was in feite een Consolidated P2Y, maar Glenn Martin had de opdracht gekregen deze toestellen te bouwen en introduceerde de benaming Martin P3M. Glenn Martin nam dit toestel als basis voor de verdere ontwikkeling. Op 30 juni 1937 kreeg het een order voor de bouw van een prototype, de XPBM-1 (Experimental Patrol Bomber Martin-1). De XPBM-1 vloog op 18 februari 1939 voor het eerst, maar op 28 december 1937 kreeg Glenn Martin reeds de eerste order voor 21 PBM-1 vliegtuigen.
Het interieur van de romp was verdeeld in vijf delen, die van elkaar gescheiden waren met waterdichte schotten. De cockpit voorin bood plaats aan de piloot (links) en copiloot (rechts). De plaats voor de navigator was achter de piloot en de radio operator zat achter de copiloot. De boordwerktuigkundige zat achter in de cockpit. Onder de cockpit was een bescheiden keuken en achter de cockpit, in het ruim, was een rustruimte voor de bemanning tijdens de lange vluchten.
Het vliegtuig had een groot bereik. Het kon bommen, dieptebommen en torpedo's meenemen en werd vooral ingezet tegen vijandelijke onderzeeboten. Het werd ook ingezet voor reddingsactie op zee.
Voor de eigen verdediging had het maximaal acht Browning M2-machinegeweren, elk met een vuursnelheid van 450 tot 550 schoten per minuut. Er was een koepel in de neus, bovenop de romp en in de staart. Deze koepels waren voorzien van elk twee machinegeweren en de koepels waren mechanisch bedienbaar. Mocht het mechaniek uitvallen dan was er nog altijd handbediening. Verder had het een deuropening aan beide zijkanten van de romp, hier was ook nog ruimte voor een machinegeweer. Voor de bediening van alle wapens was vijf man nodig.
Op het water, had de PBM Mariner onder elke vleugel een ondersteunde drijver. Afhankelijk van de versie waren deze drijvers intrekbaar of vast.

## Versies
De PBM-1 had twee Wright R-2600-6 stermotoren van elk 1600 pk. DE PBM-2 was een doorontwikkeling, maar kwam uiteindelijk niet in productie. De PBM-3 kreeg iets sterkere motoren van 1700 pk, de Wright R-2600-22. Deze versie had ook meer bewapening en grotere brandstoftanks waarmee het bereik werd vergroot. De PBM-5, uitgerust met de Pratt & Whitney R-2800-22 of -34 motor van 2100 pk, maakte in mei 1943 de eerste vlucht. De vroegere versies kampten met problemen, maar met deze sterkere motor was dit grotendeels opgelost. Er werden 1000 stuks besteld, waarvan er zo'n 600 waren afgeleverd voor het einde van de Tweede Wereldoorlog. De laatste versie was amfibisch, de PBM-5A, hiervan werden er 36 gemaakt.
In de onderstaande tabel de belangrijkste verschillen tussen de twee versies die het meest zijn gebouwd.
|                           | PBM-3D                                      | PBM-5                              |
| ------------------------- | ------------------------------------------- | ---------------------------------- |
| Motor                     | Wright R-2600-22                            | Pratt & Whitney R-2800-22 en -34   |
| Capaciteit brandstoftanks | 2914 US gallon (11.000 liter)               | 3488 US gallon (13.200 l)          |
| Max. gewicht              | 46.500 pond (21,1 ton)                      | 56.000 pond (25,4 ton)             |
| Propellers                | Curtiss, 3 bladen, diameter: 15 voet 3 inch | Curtiss, 4 bladen, diameter: 14'8" |

## Inzet
De eerste PBM’s kwamen in dienst op 1 september 1940. Ze werden vooral ingezet op de noord Atlantische Oceaan om de neutraliteit van de Verenigde Staten te waarborgen. Na de Amerikaanse oorlogsverklaring aan Japan en Duitsland werden de BPM-1's ingezet bij de bestrijding van onderzeeboten. In de Stille Oceaan werden ze ook ingezet. Tijdens de Koreaanse oorlog werden ze nog gebruikt, maar in 1956 werden ze allemaal uit dienst gesteld.
In de eerste helft van 1943 kreeg de United States Coast Guard 27 Martin PBM-3's. Eind 1944 kwam er 41 PBM-5's bij en in de tweede helft van 1945 volgden er nog meer. De PBM-3's werden direct na de oorlog, op 1 juli 1946, al uit dienst genomen. In de jaren direct na de oorlog werden de PBM-5's ingezet voor opsporing en reddingsacties. In 1956 waren alle toestellen uit dienst gesteld.
De Britse Royal Air Force (RAF) kreeg 32 PBM's, maar deze werden niet ingezet en keerden terug naar Amerikaanse marine. De Royal Australian Air Force kreeg 12 PBM-3R's voor het transport van troepen en vracht.
In 1955 kocht de Nederlandse Marine Luchtvaartdienst (MLD) 17 tweedehands PBM-5A Mariners van de Amerikaanse marine.  Deze amfibische toestellen hadden een intrekbaar landingsgestel waardoor de toestellen zwaarder waren geworden. De motoren hadden een vermogen van 2100 pk (1600 kW) van het type Pratt & Whitney R-2800-34. Ze werden ingezet in Nederlands-Nieuw-Guinea, maar het was geen succes. Ze kampten met veel technische problemen en stonden lang aan de grond voor onderhoud. Niet minder dan zes van de 17 toestellen verongelukten in twee jaar tijd, waarbij in totaal 31 marinemensen om het leven kwamen. Na deze reeks van ongevallen werden ze in december 1959 buiten dienst gesteld.
De opvolger was de Martin P5M Marlin.

## Naslagwerk
- (en)  Hoffman, R.A. The Fighting Flying Boat: A History of the Martin PBM Mariner. Naval Institute Press (2004) ISBN 978-1591143758